# Gasherbrum I
Gasherbrum I (također Hidden Peak ili K5) je planina na granici Pakistana i Kine. Jedna od ukupno četrnaest planina viših od 8000 metara, i s 8080 metara nadmorske visine, jedanaesta najviša planina na svijetu.

## Opis
Gasherbrum I je dio masiva Gasherbrum, u lancu Karakorum, dijelu Himalaje. Iako se naziv masiva često prevodi kao "Blještavi zid",
 vjerojatno kao aluzija na vrlo istaknuti obližnji vrh Gasherbrum IV; naziv dolazi iz riječi jezika Balti "rgasha" (lijepo) i "brum" (planina), tj, "lijepa planina". Godine 1856., za vrijeme Velikog trigonometrijskog pregleda Indije, T.G. Montgomery prvi je uočio lanac Karakorum na udaljenosti od oko 200 km, i Gasherbrum I, kao peti vrh u nizu, nazvao K5. Godine 1892., William Martin Conway dodijelio je planini alternativni naziv Hidden Peak, (hrv. "skriveni vrh") radi svoje izuzetne udaljenosti.

## Usponi
Prvi uspješan uspon ostvarili su 5. srpnja 1958. Pete Schoening i Andy Kauffman, članovi osmeročlane američke ekspedicije predvođene Nicholasom B. Clinchom. Ostali članovi bili su Richard K. Irvin, Tom Nevison, Tom McCormack, Bob Swift i Gil Roberts.

### Vremenski slijed
- 1934. - Velika međunarodna ekspedicija koju je organizirao Švicarac Günther Dyhrenfurth, istražuje Gasherbrum I i II. Dva penjača dosežu 6300 m.
- 1936. - Francuska ekspedicija doseže 6900 m.
- 1958. - Američki tim ostvaruje prvi uspješan uspon na vrhunac.
- 1975. - Reinhold Messner i Peter Habeler osvajaju vrh novim putem uspona (sjeverozapadna strana) u samostalnom usponu bez podrške ekspedicije (alpine style).[6] Jedan dan kasnije, tri Austrijanca predvođeni Hannsom Schellom osvajaju vrh po američkom putu uspona.
- 1977. - Četvrto uspješno osvajanje postigli su Slovenci Nejc Zaplotnik i Andrej Stremfelj,[7] novim putem uspona.
- 1980. - Francuska ekspedicija postiže peti uspješan uspon na Gasherbrum I prvi prelazak južnog hrbata.
- 1981. - Japanci obavljaju šesti uspješni uspon.
- 1982. - G. Sturm, M. Dacher i S. Hupfauer, članovi njemačke ekspedicije osvajaju vrh novim putem preko sjeverne strane.[8] Iste godine Francuskinja Marie-José Valençot postaje prva žena na vrhu te planine.[9] Njen suprug, Švicarac Sylvain Saudan, izvodi prvi spust na skijama s vrha planine iznad 8000 metara visine do baznog logora.
- 1983. - Jerzy Kukuczka i Wojciech Kurtyka, osvajaju vrh novim putem bez pomoći kisika. Iste godine uspješni usponi timova iz Švicarske i Španjolske.
- 1984. - Reinhold Messner i Hans Kammerlander prelaze Gasherbrum II i Gasherbrum I bez povratka u bazni logor.
- 1985. - Samostalni uspon Benoîta Chamouxa.
- 2003. – 19 ljudi osvaja vrh, 4 poginula, uključujući Mohammada Oraza.

## Vanjske poveznice
- peakware.com   Arhivirana inačica izvorne stranice od 27. travnja 2010. (Wayback Machine)
- everestnews.com
- summitpost.org
- climbing.about.com   Arhivirana inačica izvorne stranice od 22. rujna 2015. (Wayback Machine)
- gasherbrum1.org
- britannica.com